# 陳詩淵
陳 詩淵（ちん しえん、チェン・シーユエン、ハングル: 천스위엔, 1985年10月28日 - ）は台湾の囲碁棋士。台北市出身、権甲龍六段門下、韓国棋院及び台湾棋院所属、名誉王座、九段。王座戦5連覇のほか、周俊勲、林至涵とともに台湾三強と目され、2012年には六冠を達成した。張正平は夫人。

## 経歴
1996年に世界青少年囲碁選手権大会少年組準優勝。12歳の時に韓国で権甲龍六段門下となり、2000年に韓国棋院で入段。2002年二段。2004年にはSKガス杯新鋭プロ十傑戦で8位入賞。2005年に兵役のために台湾に帰国し、台湾棋院に移籍。同年、中環杯囲棋オープン戦で優勝、勝数規定により三段昇段、中環杯世界囲碁選手権戦に出場し依田紀基に敗れる。同年東鋼杯戦優勝により五段昇段。2006年、国手戦優勝により七段昇段。2007年には東鋼杯、国手、CMC杯、天元の4冠を達成。2008年中国乙級リーグに台湾棋院チームとして出場。2009年LG杯ベスト16、八段。
2010年、張正平二段と結婚。2011年棋王戦、碁聖戦、王座戦、中環杯、天元戦に優勝し、台湾初の五冠王となった。同年LG杯世界棋王戦でベスト8進出、九段。2012年も、棋王、天元、王座、国手、中環杯、海峰杯の六冠を達成。2014年、王座連続5期により名誉王座を贈られた。2015年から国手戦3連覇。
2017年4月、第9期海峰杯戦優勝。

### タイトル歴
- 中環杯囲棋オープン戦 2005、08、11-12年
- 東鋼杯プロ囲棋戦 2005、07、09年
- 国手戦 2006-07、12、15-17年
- 電視快棋戦 2007年
- 天元戦 2007、11-12年
- 王座戦 2008-12年
- 棋王戦 2009-12年
- 愛心杯プロ囲棋戦 2009年
- 碁聖戦 2010、14、15年
- 日台精鋭プロ選手権 2011年
- 海峰杯プロ囲棋戦 2012、15、17年

### 他の棋歴
国際棋戦
- LG杯世界棋王戦 ベスト8 2011年（○韓雄奎、朴承華、×李昌鎬）、ベスト16 2009年（○王檄、×邱峻）
- 日台精鋭プロ選手権 準優勝 2009年
- CSK杯囲碁アジア対抗戦
  - 2006年 0-3（×謝赫、×高根台、×結城聡）
- ワールドマインドスポーツゲームズ 2008年男子団体戦4位
- スポーツアコードワールドマインドゲームズ 2011年男子団体戦4位、2014年男子団体戦4位
- アジアインドア・マーシャルアーツゲームズ 2013年男子団体戦3位、男子個人戦6位
- IMSAエリートマインドゲームズ 2017年男子団体戦3位
- 国手山脈杯国際囲棋戦 2016年団体戦3位、2017年男女ペア戦準優勝（黒嘉嘉とペア）
- ペア碁ワールドカップ 2016年準優勝、2017年3位（いずれも黒嘉嘉とペア）
- おかげ杯国際新鋭対抗戦 2014年3位、
- 国際新鋭囲碁対抗戦
  - 2004年 1-2（×朴正祥、○劉星、×溝上知親）
  - 2005年 1-2（×彭筌、×宋泰坤、○河野臨）
  - 2006年 1-2（○高根台、×朴文尭、×松本武久）
  - 2007年 1-2（○李映九、×孔傑、×井山裕太）
- 千灯杯海峡両岸都市囲棋対抗戦 2009年 ○聶衛平）、2010年 ×常昊、2013年 ×羋昱廷

国内棋戦
- 王座戦 挑戦者 2006、07年
- 中環杯囲棋オープン戦 準優勝 2007、09、12年
- 棋王戦 準優勝 2008年
- 碁聖戦 準優勝 2008年
- 天元戦  挑戦者 2009、13年
- 海峰杯プロ囲棋戦 準優勝 2009年
- 東鋼杯プロ囲棋戦 準優勝 2010年
- 十段戦 挑戦者 2012年

中国棋戦
- 中国囲棋リーグ
  - 2008年乙級（台湾棋院、降級）3-4
  - 2010年丙級（台湾棋院）5-2
  - 2012年丙級（台湾中環、昇級）6-1
  - 2013年乙級（台湾中環）2-5
  - 2014年丙級（台湾中環）5-2
  - 2015年乙級（台湾中環）3-4
  - 2016年丙級（海峰棋院）2-5

## 注
1. ↑  第十三屆天元就位式暨名譽王座頒獎典禮特別報導台湾棋院 2014年9月14日